# Karen DeCrow
Karen DeCrow, nata Lipschultz, (Chicago, 18 dicembre 1937 – Jamesville, 6 giugno 2014) è stata un'avvocata e attivista statunitense.
Fu anche una forte sostenitrice della parità di diritti per gli uomini nelle decisioni di affidamento dei minori, sostenendo una "presunzione confutabile" di affidamento condiviso dopo il divorzio. Inoltre asseriva che gli uomini e le donne dovessero essere autorizzati a decidere di non diventare genitori.

## Biografia
Karen Lipschultz nacque a Chicago nel 1937. Dopo un breve primo matrimonio, sposò il suo secondo marito,l'informatico Roger DeCrow nel 1967. Morì di melanoma nel 2014 a Jamesville, New York. Entrò a far parte dell'Organizzazione nazionale per le donne nel 1969 e nello stesso anno si candidò come sindaco della città di Syracuse, diventando la prima candidata sindaco donna nella storia di New York. Sempre nel 1969, lei e Faith Seidenberg entrarono nello stabilimento per soli uomini della Old Ale House di McSorley a cui decisero di fare causa per discriminazione dopo che fu negato loro il servizio. La decisione del caso fu pubblicata in prima pagina sul New York Times il 26 giugno 1970. La corte stabilì che, in quanto luogo pubblico, la birreria non poteva violare la clausola sulla parità di protezione della Costituzione degli Stati Uniti.
Conseguì il dottorato in giurisprudenza presso il Syracuse University College of Law nel 1972. In seguito prese parte alla campagna della rivista Ms. che chiedeva la fine delle "leggi arcaiche" limitanti la libertà riproduttiva. DeCrow fu presidente dell'Organizzazione nazionale per le donne dal 1974 al 1977, conducendo campagne per garantire che gli sport collegiali fossero inclusi nell'ambito del titolo IX, facendo pressione sulla NASA per reclutare donne come astronauti, supervisionando l'apertura di un nuovo NOW Action Center a Washington e l'istituzione della task force nazionale NOW sulla violenza domestica. Partecipò a un tour di oltre 80 dibattiti pubblici con l'attivista antifemminista Phyllis Schlafly sull'emendamento sulla parità dei diritti.
Nel 1978 divenne socio dell'Istituto femminile per la libertà di stampa.

## Premi
DeCrow fu premiata dalla American Civil Liberties Union nel 1985.

## Opinioni
Fu autrice di numerosi libri tra cui The Young Woman's Guide to Liberation (1971) e Sexist Justice: How Legal Sexism Infects You (1975). Nel 2009 è stata introdotta nella National Women's Hall of Fame. DeCrow descrisse il suo obiettivo finale come "un mondo in cui il genere di un bambino avrà poca o nessuna rilevanza nelle attività e nei piaceri futuri: personale, politico, economico, sociale e professionale". A tal fine DeCrow sostenne la genitorialità condivisa. La sua posizione sulla custodia congiunta fu criticata da alcuni nell'Organizzazione nazionale per le donne: "Sono diventata una persona non gradita perché sono sempre stata a favore della custodia congiunta", sostenne DeCrow.